# Harpa eólica

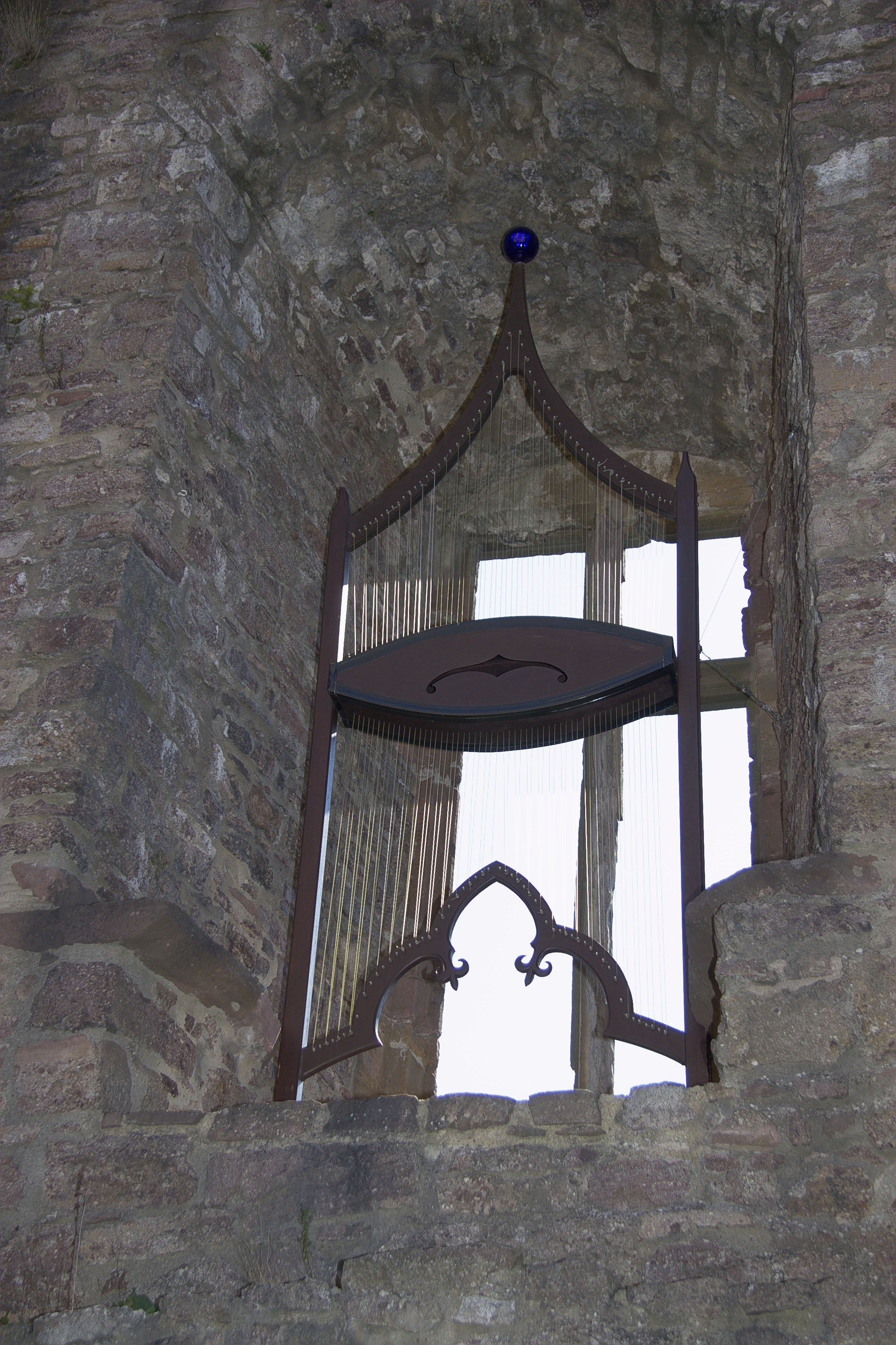
Uma harpa eólica no castelo de Baden Baden, na Alemanha.

A harpa eólica, também conhecida como harpa de vento, é um instrumento de cordas da subdivisão dos cordofones soprados, normalmente era feita a mão. Seu nome veio do nome do Deus grego dos ventos Éolo ("harpē" (harpa) e "Aiolos", deus dos ventos na mitologia grega), sendo a definição no dicionário: “caixa sonora armada de seis ou oito cordas metálicas afinadas num mesmo tom, colocada nas árvores dos bosques, para surpreender agradavelmente o transeunte com os sons que nela se produziam pela ação do vento”. Conforme alguns relatos, foi idealizada e criada por S. Dunstan (há uma discordância pois alguns acreditam que foi Luke Jerram que a criou), arcebispo de Canterbury no século X que usou como base um instrumento chinês muito parecido com a harpa em formato e dimensão, A caixa era formada por uma cana de bambu posta no chão ou na janela a fim de que a força do vento vibrasse as suas seis ou oito cordas emitindo sons harmônicos relaxantes.
Ela geralmente é colocada num lugar exposto ao vento, castelos e parques, quando o vento passa pelas cordas ela produz um som, dando a impressão de ser “tocada sozinha”. Com o passar dos anos, a harpa eólica foi modificada em sua estrutura, tamanho e número de cordas (que aumentou para 50 cordas).
Ela possui várias cordas com espessuras e tamanhos diferentes fixadas numa armação que é usada como caixa de ressonância. O instrumento musical é colocado em um lugar onde o vento bata nas cordas, fazendo-as vibrar, como cada uma das cordas são diferentes elas reproduzem sons diferentes (também pode depender do vento), e vão-se formando acordes aleatoriamente.
As harpas de vento tiveram seu auge no período do Romantismo (século XIX), caindo gradualmente em desuso, sendo usadas como uma espécie de amuleto ou de objeto decorativo, como mobile. Esse instrumento não foi inserido no tratado de Hornbostel-Sachs, em 1914.
Para a criação dessa simples harpa, foi envolvido um efeito da física chamado “rua do vórtice” ou "vórtices de von Kármán" comum nos oceanos e na atmosfera terrestre. O movimento que o vento faz quando "toca" uma melodia na harpa é o mesmo movimento de uma bandeira ondulando para a direita e para a esquerda. As cordas leves, apertadas e curtas oferecem sons mais altos do que cordas pesadas, soltas e longas (sempre dependendo da intensidade e direção do vento).